# Mustafa al-Hallaj
Mustafa al-Hallaj (arabisch مصطفى الحلاج Mustafā al-Hallādsch, DMG Muṣṭafā al-Ḥallāǧ; * 1938 in Salama, Jaffa, damals Mandatsgebiet Palästina; † 17. Dezember 2002 in Damaskus, Syrien) war ein arabischer bildender Künstler. al-Hallaj galt als Pionier und Ikone der arabischen zeitgenössischen graphischen Kunst.

## Leben
Mustafa al-Hallaj kam 1938 in Salama, einem kleinen Dorf im damaligen Distrikt Jaffa, zur Welt. Als Zehnjähriger erlebte er die Nakba, während welcher seine Familie über Ramallah, Damaskus und Beirut nach Ägypten floh. Dort erhielt er seine Ausbildung zum Bildhauer, zuerst am College of Fine Arts in Kairo und anschließend am Luxor Atelier for Postgraduate Studies in Luxor, wo er sich auf die altägyptische, kanaanitische und phönizische Kunst spezialisierte.
Um an der palästinensischen Revolutionsbewegung teilzunehmen, begab sich al-Hallaj weiter nach Damaskus und 1974 ins Zentrum des künstlerischen und revolutionären Geschehens nach Beirut. Als er während des Libanonkriegs 1982 Beirut wieder verließ, um zurück nach Damaskus zu ziehen, gingen 25.000 seiner Drucke bei einem Bombenangriff verloren, die Originale seiner Masonit- und Holzschnitte blieben erhalten. Er blieb fortan in Damaskus, wo er 1987 als Hommage an Nadschi al-Ali eine Galerie eröffnete. 2002 verstarb Mustafa al-Hallaj infolge eines Brandes in seiner Galerie, nachdem er versucht hatte seine Werke aus den Flammen zu retten.

## Künstlerisches Schaffen
al-Hallaj war nur kurz als Bildhauer tätig, stattdessen fokussierte er sein Schaffen auf Bilder, insbesondere auf Drucktechniken wie den Holzschnitt. Ein wesentlicher Grund dafür waren die wesentlich geringeren Herstellungskosten und die Möglichkeit, die Drucke günstig und in großer Zahl zu verbreiten und so ein erheblich größeres Publikum zu finden. Daneben faszinierte ihn jedoch auch die Nähe der Gravur zur Inschrift und zum Akt des Schreibens. Die in seinen Werken häufig auftretenden aufrechten, nackten menschlichen Figuren verweisen demnach auch auf den im arabischen Schriftsatz häufig auftretenden Buchstaben Alif. Neben solchen schwarz-weißen Reliefs produzierte al-Hallaj vereinzelt auch farbige Aquarelle.
In seinen Werken und Techniken baute al-Hallaj eine Brücke zwischen Antike und Moderne, ließ indische, persische und arabische Traditionen genauso einfließen wie etwa kanaanitische Legenden oder die jüngere Geschichte der Region Palästina. Die hybriden Wesen in al-Hallajs phantastisch-folkloristischer Symbolik beschreibt Tex Kerschen, Kurator einer Made in Palestine betitelten Ausstellung im Station Museum of Contemporary Art in Houston, als an Hieronymus Bosch erinnernd. Sein „Meisterwerk“, den als Gesamtwerk ungefähr 100 m langen Masonitschnitt Selbstporträt als Mann, Gott und Teufel, der kinematographisch die Geschichte des palästinensischen Volkes zusammenfasst, beschreibt Kerschen als „Fabel“ und „imaginäre Loslösung von politischen Regimen und der Zeit“.
Samia Halaby, eine palästinensischstämmige Kunstgelehrte und Malerin, betont, dass in al-Hallajs Werken die Umrisse im Hintergrund stets genauso sorgfältig ausgearbeitet sind wie im Vordergrund. In den Drucken, in denen Konturen vereinfacht, Objekte verflacht erscheinen, seien die Figuren so angeordnet, dass sie eine visuelle Geschichte erzählen. Dies erklärt sie als Hinweis auf al-Hallajs Zeit in Luxor und seine Einflüsse aus dem altägyptischen Flachrelief und der arabischen Kalligraphie.

## Bedeutung
Mustafa al-Hallaj war bekannt als شيخ الفنانين / šayḫ al-fannānīn / ‚Meister der Künstler‘ und galt als Pionier der palästinensischen plastischen Kunst. Als von Bedeutung gilt sein Beitrag zur Erschaffung der فن المقاومة / fann al-muqāwama / ‚Kunst des Widerstands‘, worin die politische Dimension seines Schaffens zum Ausdruck kommt.
al-Hallaj war Thema mehrerer Ausstellungen sowohl zu seinen Lebzeiten als auch posthum, neben Einzelausstellungen in insbesondere arabischen Staaten nahm er etwa auch an Gruppenausstellungen Amsterdam, Moskau und Oslo teil. 1995 wurde ihm bei der Biennale von Schardscha der International honor award verliehen, weitere Auszeichnungen erhielt er in den 1960er-Jahren in Ägypten und 1999 bei der Biennale von Latakia in Syrien. Er war Gründungsmitglied der General Union of Palestinian Writers and Journalists.